# Hrabstwo Marion (Karolina Południowa)
Hrabstwo Marion (ang. Marion County) – hrabstwo w stanie Karolina Południowa w Stanach Zjednoczonych.

## Geografia
Według spisu z 2000 roku obszar całkowity hrabstwa obejmuje powierzchnię 494 mil2 (1279,45 km²), z czego  489 mil2 (1266,5 km²) stanowią lądy, a 5 mil2 (12,95 km²) stanowią wody. Według szacunków United States Census Bureau w roku 2012 miało 32 457 mieszkańców. Jego siedzibą administracyjną jest Marion.

### Miasta
- Marion
- Mullins
- Nichols
- Sellers

### Sąsiednie hrabstwa
- Hrabstwo Dillon (północ)
- Hrabstwo Horry (wschód)
- Hrabstwo Georgetown (południe)
- Hrabstwo Williamsburg (południowy zachód)
- Hrabstwo Florence (zachód)